# 會嚇室
《會嚇室》（英語：Horrifying Zone）是亞洲電視2008年制作的一個遊戲節目，形式以真人秀製作，每集會安排4位參賽嘉賓進行不同驚嚇任務。於逢星期日晚上21:30在亞洲電視本港台播出，於2008年12月21日起首播，每集大約60分鐘（連廣告）。「嚇直主持」為林韋辰，「嚇直領隊」為吳亭欣，「嚇直顧問」為施明。
節目只播放了一集，其後集數無限期暫停。

## 節目簡介
節目每集會安排4位參賽嘉賓進行三個不同驚嚇任務，並以驚嚇程度作評分，每集累積最高分之參賽嘉賓會於最後一集（第11集）再進行任務。除此以外，節目會請來嘉賓講述一些靈異事件於期間播出。

## 參賽嘉賓
粗體代表該嘉賓得到最高分
第1集：呂晶晶、曾敏、徐自賢、黃倩婷

## 收視
以下為該劇於亞洲電視本港台首播之收視紀錄：
| 週次 | 日期           | 平均收視 |
| ---- | -------------- | -------- |
| 1    | 2008年12月21日 | 2點      |

資料來源：CSM媒介研究（一個收視點代表64,820名觀眾）

## 外部連結
- aTV 會嚇室